# Mount Hemmingsen
Mount Hemmingsen är ett berg i Antarktis. Det ligger i Västantarktis. Argentina, Chile och Storbritannien gör anspråk på området. Toppen på Mount Hemmingsen är 1 278 meter över havet, eller 295 meter över den omgivande terrängen. Bredden vid basen är 10,0 km.
Terrängen runt Mount Hemmingsen är varierad. Trakten är obefolkad. Det finns inga samhällen i närheten.